# Protaetia besucheti
Protaetia besucheti es una especie de escarabajo del género Protaetia, familia Scarabaeidae. Fue descrita científicamente por Alexis & Delpont en 1996.
Especie nativa de la región paleártica. Habita en Turquía.